# Carlos Clerc
Pour les articles homonymes, voir Clerc.
Carlos Clerc Martínez, né le 21 février 1992 à Badalone en Espagne, est un footballeur espagnol évoluant au poste de défenseur latéral à Elche CF.

## Biographie
Le 27 juin 2019, Clerc rejoint le Levante UD pour trois saisons.

## Palmarès
CA Osasuna
- Segunda División
  - 2019